# Johan Le Bon
Johan Le Bon (Lannion, 3 ottobre 1990) è un ciclista su strada francese che corre per il team dilettantistico UC Briochine-Bleu Mercure. Ha vinto il campionato del mondo junior su strada nel 2008, ed è stato professionista dal 2009 al 2020.

## Palmarès
- 2007 (Juniores)

2ª tappa Ronde des Vallées  (Hémonstoir > Hémonstoir)
- 2008 (Juniores)

Campionati del mondo, Prova in linea Juniores
Campionati europei, Prova in linea Juniores
Classique des Alpes juniors
Prologo Ronde des Vallées (Hémonstoir > Hémonstoir, cronometro)
Classifica generale Ronde des Vallées
- 2009 (una vittoria)

Classifica generale Coupe des Nations Ville de Saguenay
- 2010 (Bretagne Schuller, tre vittorie)

3ª tappa Coupe des Nations Ville de Saguenay (Kenogami > Kenogami)
3ª tappa Kreiz Breizh Elites (Plouguernével > Ploërdut)
Classifica generale Kreiz Breizh Elites
- 2011 (Bretagne Schuller, una vittoria)

Campionati francesi, Prova in linea Under-23
- 2012 (Bretagne Schuller, due vittorie)

Campionati francesi, Cronometro Under-23
3ª tappa Internationale Thüringen Rundfahrt (Schönbrunn > Steinbach-Langenbach)
- 2015 (FDJ, due vittorie)

Prologo Boucles de la Mayenne (Laval, cronometro)
5ª tappa Eneco Tour (Riemst > Sittard-Geleen)
- 2017 (FDJ, tre vittorie)

Prologo Boucles de la Mayenne (Laval, cronometro)
1ª tappa Boucles de la Mayenne (Saint-Berthevin > Ernée)
Prologo Tour de l'Ain (Bourg-en-Bresse, cronometro)
- 2020 (B&B Hotels-Vital Concept, una vittoria)

Malaysian International Classic Race
- 2021 (Team Pays de Dinan, una vittoria)

2ª tappa Kreiz Breizh Elites (Calanhel > Plouray)
- 2022 (Dinan Sport Cycling, tre vittorie)

2ª tappa Tour de Bretagne (Missillac > La Chapelle-Bouëxic)
7ª tappa Tour de Bretagne (Ploumilliau > Lannion)
Classifica generale Tour de Bretagne

### Altri successi
- 2009

Classifica a punti Coupe des Nations Ville de Saguenay
- 2012 (Bretagne Schuller)

Classifica giovani Tour de Normandie
- 2021 (Team Pays de Dinan)

3ª tappa L'Estivale Bretonne (Guerlesquin > Plouigneau)
Classifica generale L'Estivale Bretonne
- 2022 (Dinan Sport Cycling)

Essor Breton
- 2023 (UC Briochine - Bleu Mercure)

Grand Prix de Rennes Liberté

## Piazzamenti

### Grandi Giri
- Giro d'Italia

2013: 115º
2014: 89º
- Vuelta a España

2014: 79º
2016: ritirato (14ª tappa)
2017: ritirato (9ª tappa)

### Classiche monumento
- Milano-Sanremo

2014: 82º
2015: 145º
- Giro delle Fiandre

2013: ritirato
2014: ritirato
2016: ritirato
2017: ritirato
2018: ritirato
- Parigi-Roubaix

2011: ritirato
2012: 44º
2013: 26º
2014: ritirato
2016: 83º

### Competizioni mondiali
Campionati del mondo
Città del capo 2008 - Cronometro Juniores: 5º
Città del capo 2008 - In linea Juniores: vincitore
Mendrisio 2009 - Cronometro Under-23: 29º
Geelong 2010 - Cronometro Under-23: 11º
Geelong 2010 - In linea Under-23: ritirato
Copenaghen 2011 - Cronometro Under-23: 19º
Valkenburg 2012 - Cronometro Under-23: 11º
Toscana 2013 - Cronosquadre: 15º
Ponferrada 2014 - Cronosquadre: 11º
Richmond 2015 - Cronosquadre: 11º
Doha 2016 - Cronometro Elite: 35º

### Competizioni europee
- Campionati europei

Verbania 2008 - In linea Juniores: vincitore
Verbania 2008 - Cronometro Juniores: 3°
Offida 2011 - Cronometro Under-23: 7°
Offida 2011 - In linea Under-23: 16°
Herning 2017 - Cronometro Elite: 15°
Herning 2017 - In linea Elite: 122°